# Chariot-douche
Un chariot-douche est un dispositif médical mobile par lequel peut, être, assurée la toilette, au moyen d'une douche, du patient qui y est allongé. Il peut être utilisé dans toute salle de bains pourvu que le soignant puisse travailler dans de bonnes conditions.

## Caractéristiques
Le chariot-douche est composé d’un châssis, d’un vérin, de barrières latérales, d’un plateau et d’un matelas. Le chariot-douche est à hauteur variable, ce qui facilite les transferts et permet au soignant de travailler dans une position ergonomique.

## Fonctionnement
Pour transférer le patient, le soignant abaisse les barrières de sécurité du chariot-douche, descend le plateau à hauteur du lit du patient, et glisse celui-ci sur le chariot-douche. Le soignant relève les barrières de sécurité, et peut alors amener le patient vers la salle d’eau. Il peut adapter sa hauteur de travail en élevant le plateau. 
Outre la douche, cet appareil convient aux opérations annexes telles que déshabillage/rhabillage, séchage, pansements. 
Une désinfection rigoureuse doit précéder toute utilisation.
Avantages
- Qualité d’hygiène.
- Du fait d’une largeur moindre, lors de l’utilisation, la posture de travail du soignant est plus ergonomique qu'une toilette au lit.
- Travail à hauteur pour le soignant.
- Meilleure communication avec le patient[2].

Inconvénients
- Le patient peut avoir froid.
- N’apporte pas le confort du bain.
- N’est pas adapté aux patients obèses[3].

## Utilisation

### Types d'établissements
En France, le chariot-douche est plus communément destiné aux Établissements d'Hébergement pour Personnes Âgées Dépendantes (EHPAD), Maisons d'Accueil Spécialisé (MAS), Centres de Rééducation et de Réadaptation Fonctionnelle (CRRF), Sections d'Éducation et d'Enseignement Spécialisé (SEES), hôpitaux et cliniques. D’une manière générale, il trouve son utilité dès lors qu’un résident présente une forte dépendance avec nécessité d’un intervenant pour chaque soin.

### Catégorie de patients
Le chariot-douche est particulièrement destiné aux patients fortement dépendants, voire grabataires. Pour les patients plus valides et mobiles, il existe des systèmes de douche comme le fauteuil de douche ou la cabine de douche.

## Normes
Les exigences et les méthodes d'essai concernant le chariot-douche sont spécifiées dans la norme NF EN ISO 10535.
Ce dispositif médical est également régi par la Directive 93/42/CE et la norme ISO 9001.